# Mario Monticelli
Pour les articles homonymes, voir Monticelli.
Mario Monticelli (Venise, 16 mars 1902 - Milan, 30 juin 1995) est un joueur d'échecs italien et un journaliste. Il est l'auteur de textes échiquéens, rédacteur dans divers quotidiens et fut chef des services extérieurs du journal Corriere della Sera.

## Carrière échiquéenne
Il obtient le titre de Maître de la Fédération italienne des échecs en 1924, et celui de maître international en 1950. Au congrès de la FIDE de 1985, il reçoit le titre de grand maître international honoraire.
Il a remporté trois fois le Championnat d'échecs d'Italie, en 1929, 1934 et 1939.
Il a participé à plusieurs tournois internationaux ainsi qu'à six éditions des Olympiades d'échecs (de 1927 à 1935) en compagnie de l'équipe italienne.
En 1926, il remporte (ex æquo avec Ernst Grünfeld), le Tournoi international de Budapest, obtenant 9,5 points sur 15, et terminant devant des joueurs célèbres comme Rubinstein, Réti et Tartakover.
En 1930, à San Remo, il se distingue grâce à une victoire contre Bogoljubov, l'adversaire historique de Alekhine pour le titre mondial.
En 1938, il remporte (ex æquo avec Erich Eliskases), le Tournoi international de Milan, obtenant 8 points sur 11.
Le 26 mars 1950 à Milan, il joue 72 parties simultanées, obtenant 58 victoires, neuf nulles et six défaites.

## Parties
Voici deux célèbres victoires de Monticelli (en notation algébrique) :
Monticelli - Réti (Budapest, 1926)

1. d4 Cf6 2. Cf3 b6 3. c4 Fb7 4. Cc3 e6 5. Dc2 c5 6. e4 cxd4 7. Cxd4 d6 8. Fe2
Fe7 9. O-O O-O 10. Fe3 Cbd7 11. Tfd1 a6 12. f3 Tc8 13. Dd2 Ce5 14. b3 Dc7 15.
Ca4 Cfd7 16. Tac1 Cc5 17. Cb2 Tfd8 18. De1 Ff6 19. Df2 Cc6 20. Cxc6 Fxc6 21.
Cd3 Db7 22. Cf4 Fb2 23. Tc2 Fa3 24. Fc1 Fxc1 25. Tcxc1 b5 26. Dg3 De7 27. Td2
bxc4 28. Fxc4 Fb5 29. Fxb5 axb5 30. Tcd1 Ta8 31. h3 Cb7 32. Rh2 Df6 33. Cd3
Tdc8 34. e5 De7 35. Cf4 d5 36. Ch5 Df8 37. Td4 Txa2 38. Tg4 g6 39. Cf6+ Rg7 40.
Th4 h6 41. Txh6 Dc5 42. Th7+  1-0
Bogoljubov - Monticelli (San Remo, 1930)

1.d4 Cf6 2.c4 e6 3.Cc3 Fb4 4.Cf3 b6 5.Fg5 Fxc3+ 
6.bxc3 Fb7 7.e3 d6 8.Fd3 Cbd7 9.O-O De7 10.Cd2 h6 
11.Fh4 g5 12.Fg3 O-O-O 13.a4 a5 14.Tb1 Tdg8 15.f3 h5 
16.e4 h4 17.Fe1 e5 18.h3 Ch5 19.c5 dxc5 20.d5 Cf4
21.Cc4 Th6 22.Tf2 f5 23.d6 Txd6 24.Cxd6+ Dxd6
25.Fc4 Tf8 26.exf5 Txf5 27.Td2 De7 28.Db3 Tf8
29.Fd3 e4 30.Fxe4 Fxe4 31.fxe4 Dxe4 32.Dc2 Dc6
33.c4 g4 34.Fxh4 gxh3 35.g3 Ce5 36.Tb3 Ce2+
37.Txe2 Tf1+ 38.Rxf1 Dh1+ 39.Rf2 Cg4#  0-1

## Publication
- (it) Fischer-Spasskij: la sfida del secolo. Tutte le partite dalle eliminatorie al campionato del mondo (littéralement : Fischer-Spassky : Le duel du siècle. Toutes les parties, des éliminatoires jusqu'au Championnat du monde), Milan, Mursia, 1972.